# Delfino Augusto Cavalcanti de Albuquerque
Delfino Augusto Cavalcanti de Albuquerque (1820 — 1 de outubro de 1906) foi magistrado e político brasileiro.

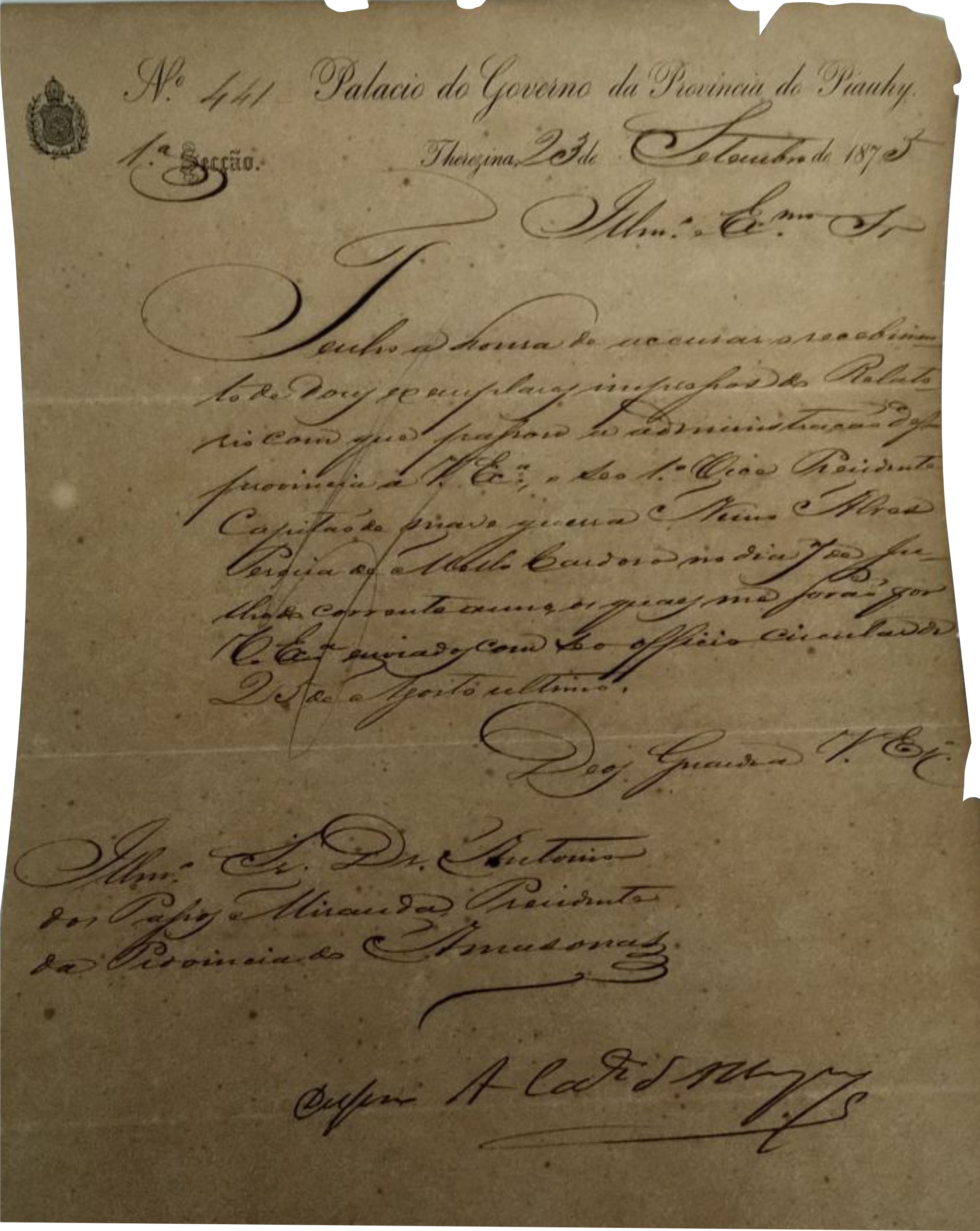
Documento como presidente da Província do Piauí, 1875.

Foi presidente das províncias do Rio Grande do Norte e do Piauí, de 28 de abril de 1875 a 4 de agosto de 1876.
Cavaleiro da Imperial Ordem da Rosa por decreto de 2 de dezembro de 1858.